# Список высших учебных заведений Самары

На текущий момент в Самаре насчитывается более 35 высших учебных заведений (включая филиалы иногородних вузов), из них треть — университеты.
В Самаре получают образование не только российские, но и иностранные граждане. С 2004 года действует Межвузовская ассоциация иностранных студентов Самары (МАИСС), которая направлена на помощь и поддержку иностранных граждан, приезжающих на учёбу в самарские ВУЗы, представительство и защиту их законных прав и интересов, расширение возможностей для творческой деятельности студентов в различных сферах общественной жизни.

## Федеральные государственные образовательные учреждения высшего образования
- Самарский государственный социально-педагогический университет (СГСПУ) (ул. Максима Горького, 65/67), бывш. Самарский государственный педагогический университет, Поволжская государственная социально-гуманитарная академия, Куйбышевский педагогический институт — был основан в 1911 году как Самарский учительский институт. Старейший вуз области. Готовит учителей по математике, физике, химии, биологии, географии, русскому и литературе, информатике, истории и обществознанию и другим специальностям, в том числе не педагогического профиля.
- Самарский национальный исследовательский университет имени академика С.П. Королёва (Самарский университет) (Московское шоссе, 34)
- Самарский государственный технический университет (СамГТУ) (ул. Первомайская, 1), бывший Самарский политехнический институт — основан в 1914 году. 1 сентября 2016 г. к СамГТУ был присоединен Самарский государственный архитектурно-строительный университет (СГАСУ) в качестве структурного подразделения - Архитектурно-строительного института.
- Самарский государственный медицинский университет (СамГМУ) (ул. Чапаевская, 89), бывший Куйбышевский медицинский институт им. Д. И. Ульянова — один из крупнейших медицинских вузов России. Осуществляет подготовку гражданских и военных специалистов с высшим медицинским, фармацевтическим, экономическим и гуманитарным образованием от общеобразовательных учебных заведений до докторантуры.
- Поволжский государственный университет телекоммуникаций и информатики (ПГУТИ) (ул. Льва Толстого, 23). Основан в 1956 году как Куйбышевский электротехнический институт связи (КЭИС), затем носил названия Поволжский институт информатики, радиотехники и связи (ПИИРС) и Поволжская государственная академия телекоммуникаций и информатики
- Самарский государственный университет путей сообщения (СамГУПС) (1-й Безымянный пер., 18)
- Самарский государственный экономический университет (СГЭУ) (ул. Советской Армии, 141), бывшая Самарская государственная экономическая академия, ранее Куйбышевский плановый институт — основан в 1931 году. Отмечен дипломом Всероссийского конкурса «Системы обеспечения качества подготовки специалистов», награждён Европейской Бизнес-Ассоциацией (Оксфорд) дипломом «Европейское качество». 6 факультетов, 3 филиала.
- Самарский государственный аграрный университет (СГАУ) (г. Кинель, пос. Усть-Кинельский, ул. Учебная, 2)
- Самарский государственный институт культуры (СГИК) (ул. Фрунзе, 167). Основана в 1971 году как Куйбышевский государственный институт культуры, до 2015 г. - Самарская государственная академия культуры и искусств. В настоящее время в состав академии входят 5 институтов (из них 4 — выпускающие) и 31 кафедра (из них 25 — выпускающие)

## Государственные образовательные учреждения высшего образования
- Самарская государственная областная академия (Наяновой) (СГОАН) (ул. Молодогвардейская, 196)

[Академия Наяновой с 1.10.2018 лишена аккредитации]

## Ведомственные образовательные учреждения высшего образования
- Самарский юридический институт ФСИН России (ул. Рыльская, 24В) готовит специалистов для уголовно-исполнительной системы на трёх факультетах. Подготовлено более 5000 специалистов-юристов (более 3500 — для Самарской области).

## Филиалы государственных образовательных учреждений высшего образования
- Самарский филиал РЭА им. Г.В. Плеханова (ул. Неверова, 87) — закрыт
- Самарский филиал Волжского государственного университета водного транспорта (ул. Молодогвардейская, 62-64)[4]
- Самарский филиал Московского городского педагогического университета (ул. Стара Загора, 76[5] и ул. Ново-Вокзальная, 213)

## Негосударственные образовательные учреждения высшего образования
- Высшая школа приватизации и предпринимательства (ул. Антонова-Овсеенко, 53)
- Международный институт рынка (ул. Желябова, 21)
- Самарская гуманитарная академия (ул. 8-я Радиальная, 2)
- Самарский институт управления (ул. Дачная, 28)
- Самарский медицинский институт «Реавиз» (Березовый проезд, 10)

## Филиалы негосударственных образовательных учреждений высшего образования
- Самарский филиал Санкт-Петербургского Гуманитарного университета профсоюзов (ул. Фрунзе, д. 144)

## Духовные учебные заведения
- Самарская духовная семинария (ул. Радонежского, 2)